# Superpuchar Portugalii w piłce siatkowej mężczyzn (2016)
Superpuchar Portugalii w piłce siatkowej mężczyzn 2016 – 20. edycja rozgrywek o Superpuchar Portugalii rozegrana 22 października 2016 roku w Pavilhão Cidade de Viseu w Viseu. W meczu o Superpuchar udział wzięły dwa kluby: mistrz Portugalii w sezonie 2015/2016 – AJ Fonte Bastardo oraz zdobywca Pucharu Portugalii 2016 – SL Benfica.
Po raz siódmy zdobywcą Superpucharu Portugalii został klub SL Benfica.

## Drużyny uczestniczące
| Drużyna           | Osiągnięcia w sezonie 2015/2016 |
| ----------------- | ------------------------------- |
| AJ Fonte Bastardo | mistrzostwo Portugalii          |
| SL Benfica        | zdobycie Pucharu Portugalii     |

## Mecz
Sobota, 22 października 2016 – 19:30 (UTC+1) • Pavilhão Cidade de Viseu, Viseu
Widzów: ?
Czas trwania meczu: 80 minut
| SL Benfica       | 3:0                          | AJ Fonte Bastardo                     |
| Joan Diaz 14 pkt | (25:18, 25:22, 25:17) raport | João Freitas 9 pkt Caíque Silva 9 pkt |

| Poz.                 | Nr | Zawodnik            | 1        | 2        | 3        | 4 | 5 | Pkt |
| -------------------- | -- | ------------------- | -------- | -------- | -------- | - | - | --- |
| P                    | 1  | Rapha               | 6 trzy   | 6 trzy   | 6 trzy   |   |   | 13  |
| R                    | 2  | Raphael Margarido   | 5 dwa    | 5 dwa    | 5 dwa    |   |   | 1   |
| P                    | 3  | André Lopes         | 9 sześć  | 9 sześć  | 9 sześć  |   |   | 10  |
| A                    | 12 | Joan Diaz           | 8 pięć   | 8 pięć   | 8 pięć   |   |   | 14  |
| Ś                    | 14 | Marc-Anthony Honoré | 4 jeden  | 4 jeden  | 4 jeden  |   |   | 6   |
| Ś                    | 16 | Flávio Soares       | 7 cztery | 7 cztery | 7 cztery |   |   | 10  |
| L                    | 7  | Ivo Casas           | L        | L        | L        |   |   |     |
| Zmiany               |    |                     |          |          |          |   |   |     |
| P                    | 10 | João Oliveira       | 2 zmiana | 2 zmiana |          |   |   |     |
| R                    | 17 | Tiago Violas        | 2 zmiana | 2 zmiana |          |   |   |     |
| Nie weszli na boisko |    |                     |          |          |          |   |   |     |
| P                    | 5  | Roberto Reis        |          |          |          |   |   |     |
| A                    | 8  | Hugo Gaspar         |          |          |          |   |   |     |
| Ś                    | 9  | Mart van Werkhoven  |          |          |          |   |   |     |
| Trener               |    |                     |          |          |          |   |   |     |
| José Jardim          |    |                     |          |          |          |   |   |     |

| Poz.                 | Nr | Zawodnik            | 1        | 2        | 3        | 4 | 5 | Pkt |
| -------------------- | -- | ------------------- | -------- | -------- | -------- | - | - | --- |
| Ś                    | 3  | Matthew Pollock     | 9 sześć  | 4 jeden  | 9 sześć  |   |   | 5   |
| Ś                    | 7  | Kristopher Johnson  | 6 trzy   | 7 cztery | 6 trzy   |   |   | 5   |
| R                    | 10 | José Pedro Monteiro | 4 jeden  | 5 dwa    | 2 zmiana |   |   | 1   |
| A                    | 11 | João Freitas        | 7 cztery | 8 pięć   | 7 cztery |   |   | 9   |
| P                    | 13 | Caíque Silva        | 5 dwa    | 6 trzy   | 5 dwa    |   |   | 9   |
| P                    | 15 | Scott Rhein         | 8 pięć   | 9 sześć  | 8 pięć   |   |   | 7   |
| L                    | 6  | Carlos Teixeira     | L        | L        | L        |   |   |     |
| Zmiany               |    |                     |          |          |          |   |   |     |
| P                    | 1  | Afonso Guerreiro    | 2 zmiana |          |          |   |   |     |
| R                    | 5  | Pedro Rangel        | 2 zmiana | 2 zmiana | 4 jeden  |   |   | 1   |
| A                    | 14 | Diogo Morais        | 2 zmiana |          | 2 zmiana |   |   | 1   |
| Nie weszli na boisko |    |                     |          |          |          |   |   |     |
| Ś                    | 2  | Gerson Pereira      |          |          |          |   |   |     |
| P                    | 8  | João Ribeiro        |          |          |          |   |   |     |
| Trener               |    |                     |          |          |          |   |   |     |
| João José            |    |                     |          |          |          |   |   |     |

## Statystyki meczowe
| BEN | STATYSTYKI        | AJFB |
| 75  | MAŁE PUNKTY       | 57   |
| 37  | ATAK              | 31   |
| 7   | BLOK              | 4    |
| 10  | SERWIS            | 3    |
| 21  | BŁĘDY PRZECIWNIKA | 19   |

## Ustawienie wyjściowe drużyn
| Honoré Margarido de Oliveira Soares Diaz Lopes Casas Monteiro Silva Johnson Freitas Rhein Pollock Teixeira |